# 格朗让
格朗让（法語：Grandjean，法語發音：[ɡʁɑ̃ʒɑ̃]）是法国滨海夏朗德省的一个市镇，位于该省中部，属于圣让当热利区。

## 地理
格朗让（45°52'38"N, 0°36'27"W）面积6.1 平方千米，位于法国新阿基坦大区滨海夏朗德省，该省份为法国西部滨海省份，北起旺代省，西临大西洋，南至吉倫特省，东南接多爾多涅省，东北接德塞夫勒省接壤，东临夏朗德省。
与格朗让接壤的市镇（或旧市镇、城区）包括：弗尼乌、马兹赖、圣萨维尼安、塔扬、塔耶堡、圣伊莱尔-德维勒弗朗什。

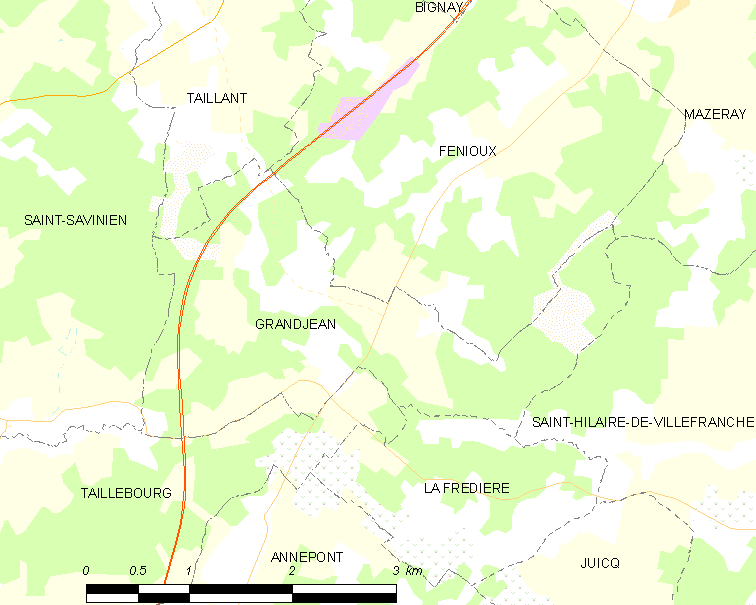
格朗让的OSM定位图

格朗让的时区为UTC+01:00、UTC+02:00（夏令时）。

## 行政
格朗让的邮政编码为17350，INSEE市镇编码为17181。

## 政治
格朗让所属的省级选区为圣让当热利县。

## 人口

1962-2008年间格朗让人口变化图示

格朗让于2022年1月1日时的人口数量为310人。